# Ingo Buding
Ingo Buding (Lovrin, 9 gennaio 1942 – Bandol, 13 marzo 2003) è stato un tennista tedesco.
Anche le sorelle Edda e Ilse sono state delle tenniste.

## Carriera
Nei tornei del Grande Slam ha ottenuto il suo miglior risultato raggiungendo i quarti di finale nel singolare agli Internazionali di Francia nel 1965, e di doppio sempre all'Open di Francia nel 1968, in coppia con il danese Torben Ulrich.
In Coppa Davis ha disputato un totale di 52 partite, collezionando 36 vittorie e 16 sconfitte. Per la sua dedizione nel rappresentare il proprio Paese nella competizione è stato insignito del Commitment Award.